# Guido Horst
Guido Horst (* 24. Dezember 1955 in Köln) ist ein deutscher Journalist und Publizist.

## Leben
Guido Horst studierte Geschichte, Politische Wissenschaft und Völkerkunde an den Universitäten in Köln, Bonn und München. Im Anschluss daran war er Pressesprecher der Katholischen Universität Eichstätt-Ingolstadt und Referent des Universitätspräsidenten Nikolaus Lobkowicz. 
1986 wurde er Redakteur der in Würzburg ansässigen überregionalen und von einigen als rechtskatholisch eingeordneten Zeitung Die Tagespost. Er war u. a. deren Italien-Korrespondent in Rom und von 1998 bis 2006 Chefredakteur. Außerdem arbeitete er in der Zentralredaktion der internationalen Monatszeitschrift 30Giorni und schrieb für das katholische Kulturmagazin Komma.
Seit 2006 lebte er wieder in Rom, wo er als Vatikan-Korrespondent der Tagespost tätig war. Er war auch Chefredakteur des katholischen Monatsmagazins Vatican Magazin, das er gemeinsam mit dem Journalisten Paul Badde konzipiert hatte. Seit dem 1. Juli 2021 ist er erneut Chefredakteur der Tagespost.
Guido Horst ist verheiratet und Vater von zwei Kindern.

## Schriften (Auswahl)
- Gott ja, Kirche nein. Antworten auf 66x Kritik. 2 Bände, MM, Aachen 1997/2001, ISBN 3-928272-40-3 / ISBN 3-928272-61-6.
- Volksbuch Christentum. Band 1: Die Kirche. MM, Aachen 2007, ISBN 3-928272-78-0.
- Fatima und kein Ende. Die bleibende Bedeutung des 3. Geheimnisses von Fatima. FE-Medienverlag, Kißlegg 2010, ISBN 978-3-939684-98-5.
- Kirche neu erzählt. Warum das Christentum keine Religion ist, sondern eine Geschichte. FE-Medienverlag, Kißlegg 2017, ISBN 978-3-86357-189-4.